# EGL

EGL

EGL – interfejs pośredniczący między API renderującymi Khronosa takimi jak OpenGL, OpenGL ES lub OpenVG oraz systemem grafiki. Obsługuje zarządzanie kontekstem grafiki, powiązania powierzchni/bufora oraz synchronizację renderowania oraz umożliwia „przyspieszane sprzętowo renderowanie mieszanego trybu 2D i 3D wysokiej wydajności”. Rozwojem EGL zajmuje się Khronos Group.
EGL jest skrótowcem odnoszącym się od wersji 1.2 do Khronos Native Platform Graphics Interface. Do wersji 1.2 specyfikacja EGL była nazywana OpenGL ES Native Platform Graphics Interface. W dokumentacji programistycznej X.Org EGL zostało zdefiniowane jako „Biblioteka Graficzna dla Systemów Wbudowanych” (ang. Embedded-System Graphics Library).
Neil Trevett z Khronos Group na konferencji Linaro Connect Keynote, w kontekście graficznych API, zdefiniował EGL jako „Norma [ich] konfiguracji i zarządzania pamięcią” (ang. Standard for configuration and memory management).

## Znane implementacje
- Mesa 3D zawiera implementację EGL dawniej znaną jako Eagle[7].